# Lutovico Halagahu
Lutovico Halagahu, né le 21 juillet 1967, est un athlète handisport français.

## Carrière
Lutovico Halagahu participe à deux éditions des Jeux paralympiques. Aux Jeux paralympiques d'été de 1996 à Atlanta, il est champion paralympique du lancer du poids F43-44 et médaillé d'argent du lancer du javelot F43-44. Il est champion paralympique du lancer du poids F44 et médaillé de bronze du lancer du disque F44 aux Jeux paralympiques d'été de 2000 à Sydney.